# Geistesadel
Der Begriff Geistesadel wird seit dem 18. Jahrhundert gebraucht und umschreibt einen Adel, der nicht angeboren oder verliehen, sondern durch die Leistung eigener Bildung erworben ist. Geistesadel ist eine Eigenschaft, die das Bildungsbürgertum für sich beansprucht. Der Begriff richtet sich gegen Standesgrenzen.
Voraussetzung dazu ist die wachsende Überzeugung seit dem Renaissance-Humanismus, dass sich Adel nicht nur auf Herkunft, sondern auch auf persönliche Tugend gründen solle – eine Tugend jedoch, die sich zunehmend von religiösen Werten emanzipiert und eine stolze Zurschaustellung der eigenen Leistung erlaubt. Ein solcher Geistesadel zeichnet sich bis zur Mitte des 18. Jahrhunderts durch die bürgerliche Aneignung höfischer Kultur aus (so beim Phänomen der Preziosität). Der Absolutismus benötigte eine Vielzahl gut ausgebildeter Hof- und Staatsbeamter, die die Nähe ihrer Fürsten suchten. Im deutschen Sprachgebiet war es etwa Johann Christoph Gottsched, der sich an der französischen Klassik orientierte und dies den deutschsprachigen Bürgern zu vermitteln versuchte. 

Später geht die Vorstellung eines Geistesadels eher von einem Naturbegriff aus, der sich gegen die „äußerliche“ höfische Kultur wendet: Johann Caspar Lavater hatte zum Beispiel die Ansicht, dass man Geistesadel an der Physiognomie erkenne, und Friedrich Schiller brachte ihn in Zusammenhang mit weiblicher Anmut: 

„So hoher Sinn, so seltner Geistesadel / In dieser göttlichen Gestalt.“

Am Ende des 19. Jahrhunderts entwickelte sich eine gewisse Bildungsfeindlichkeit des Adels, der dem Eifer der gebildeten Bürger nicht mehr gewachsen war, sodass er sich auf standesgemäße Beschäftigungen wie Tanz und Jagd zurückzog. Damit verlor die Vorstellung des Geistesadels das Verbindende zwischen Adel und Bürgertum, das sie in der Salonkultur des 18. und 19. Jahrhunderts noch besaß.
Während des Nationalsozialismus gab es ein Interesse, den durch eigene Leistung erworbenen Geistesadel wieder an die Vorstellung einer „hohen Abstammung“ zurückzubinden wie bei Hans Schmitz (Blutsadel und Geistesadel in der hochhöfischen Dichtung, Würzburg 1941).
Dagegen sah Thomas Mann den „Adel des Geistes“ im Zusammenhang mit Humanität. 